# Rhaphium signiferum
Rhaphium signiferum är en tvåvingeart som först beskrevs av Osten Sacken 1878.  Rhaphium signiferum ingår i släktet Rhaphium och familjen styltflugor. Inga underarter finns listade i Catalogue of Life.